# (8168) Rogerbourke
(8168) Rogerbourke est un astéroïde de la ceinture principale.

## Description
(8168) Rogerbourke est un astéroïde de la ceinture principale. Il fut découvert le 18 mars 1991 à l'observatoire Palomar par Eleanor Francis Helin. Il présente une orbite caractérisée par un demi-grand axe de 2,39 UA, une excentricité de 0,29 et une inclinaison de 21,2° par rapport à l'écliptique.

## Compléments